# Bartolomeo da Bologna (missionario)
Bartolomeo da Bologna conosciuto anche come Bartholomaeus Parvus (Bologna, ... – 15 agosto 1333) è stato un missionario e vescovo cattolico italiano appartenente all'ordine domenicano e fondatore della missione cattolica in Armenia. Per questa ragione è conosciuto con l'appellativo di "Apostolo dell'Armenia".

## Biografia
Bartolomeo nacque a Bologna in un anno sconosciuto. Nulla di certo si conosce della sua famiglia. Alla fine del XIII secolo, quando era ancora molto giovane, entrò nell'Ordine dei Domenicani, studiò nel monastero della sua città natale, e presto si fece conoscere per le sue doti di teologo e predicatore zelante. 
Papa Giovanni XXII nutriva il desiderio di comporre lo scisma tra la Chiesa cattolica e la Chiesa apostolica armena, portando gli Armeni in comunione con la Chiesa di Roma; per questo motivo sostenne e incoraggiò missioni domenicane nelle regioni abitate dagli armeni. Bartolomeo fu scelto come capo di un piccolo gruppo di missionari domenicani inviati da Giovanni XXII in Armenia. 
Fu consacrato vescovo e ricevette come sede episcopale la città di Maragheh, ad est del Lago di Urmia. Accompagnato da diversi compagni, il nuovo vescovo missionario arrivò (1318-1320) nel territorio che gli era stato assegnato. Studiò la lingua armena, costruì un monastero per i suoi confratelli domenicani e con il loro aiuto iniziò la predicazione. La predicazione di Bartolomeo ebbe un tale successo che un gran numero di pagani e musulmani si convertirono e molti armeni ortodossi aderirono alla Chiesa Cattolica. 
Lo zelante vescovo dedicò molta attenzione soprattutto alla conversione degli Armeni, poiché trovò molti armeni favorevoli all'unione con Roma. La fama di santità e dottrina di Bartolomeo si diffuse rapidamente in regioni lontane e arrivò alla conoscenza di un gruppo di monaci armeni che aspiravano al raggiungimento dell'unità della Chiesa. Il capo di questi monaci era il dotto Giovanni di Kherna (Kherni), superiore di un monastero vicino a Kherna nel distretto di Erentschag (oggi Alenja), non lontano da Naxçıvan. Giovanni era un allievo del celebre teologo Esayi di Nič‘, alla cui scuola si erano formati 370 dottori di teologia (Vartabed). 
Nel 1328 Giovanni di Kherna andò in cerca del vescovo Bartolomeo, e, trovatolo, rimase con lui un anno e mezzo e divenne un fervente sostenitore dell'unione con la Chiesa romana. Bartolomeo lo seguì a Kherna, dove predicò ai monaci. Un gran numero di religiosi si unirono a Giovanni di Kherna e riconobbero l'autorità della Santa Sede. Al fine di promuovere l'unione, Giovanni fondò nel 1330, con il consenso di Bartolomeo, una congregazione religiosa chiamata Fratres Unitores, o monaci della Congregazione di San Gregorio Illuminatore, che fu in seguito incorporata nei Domenicani. In questo periodo Bartolomeo divenne vescovo di Naxçıvan. Questo lo portò più vicino al centro dell'Armenia, permettendogli di lavorare in modo più efficiente per l'unione tra le due Chiese. Tradusse un certo numero di opere latine in lingua armena, come il Salterio, vari trattati di Sant'Agostino, la Summa contra Gentiles di San Tommaso e una parte della Summa Theologiae; scrisse anche diverse opere originali, in particolare un'opera di casistica e un trattato sui sacramenti.